# 라데어
라데어 또는 에데어(klei Êđê, 베트남어: tiếng Ê-đê 혹은 tiếng Ê Đê)는 베트남 남부에서 사용되는 오스트로네시아어족 언어다. 캄보디아에도 몇몇 화자가 거주할 수도 있다. 참어군에 속하며, 베트남 중부에서 쓰이는 참어와 가깝다.

## 방언
도안반푹(베트남어: Đoàn Văn Phúc)은 라데어를 9개 방언으로 분류하였다. 대부분 베트남 중부 고원 지방 닥락성에서 쓰인다.
1. 끄빠(Kpă): 부온마투옷에서 사용된다.
2. 끄룽(Krung): 애아흘레오현과 끄롱낭현에서 사용되며, 몇몇 화자는 잘라이성에서 자라이족과 함께 살아간다.
3. 아드함(Adham): 끄롱북현, 끄롱낭현, 애아흘레오현에서 사용된다.
4. 끄뚤(Ktul): 끄롱봉현과 끄롱빡현 남부에서 사용된다.
5. 드라오(Drao) 혹은 꺼드라오(Kơdrao): 므드락현 끄롱징(Krông Jing), 끄므따(Cư M'Ta), 애아뜨랑(Ea Trang) 마을에서 사용된다.
6. 블로(Blô): 므드락현에서 소수가 사용한다.
7. 에빤(Êpan): 므드락현에서 소수가 사용한다.
8. 므드후르(Mdhur): 므드락현, 애아까르현에서 주로 사용되고 잘라이성과 푸옌성에서도 사용된다.
9. 비흐(Bih): 끄롱아나현과 부온마투옷 남부에서 사용된다.

비흐어는 라데어의 방언이 아닌 다른 언어로 분류되기도 한다. 응우옌땀은 2015년 비흐족 400명 중 비흐어를 구사할 수 있는 사람은 10명에 지나지 않다고 하였다.

## 분류
도안반푹은 라데어 방언에 대해 다음과 같이 분류하였다.
- 1 구역
  - 1.1 구역: 끄룽, 끄빠, 아드함
  - 1.2 구역: 드라오, 에빤, 끄뚤
  - 블로 (1.1 구역, 1.2 구역, 므드후르가 섞인 상태)
- 2 구역
  - 므드후르
  - 비흐

또한 도안반푹은 끄빠 방언과 다른 8개 방언간 관계성을 퍼센티지로 나타내었고, 비흐어가 가장 차이가 큰 것으로 나타났다.
- 끄빠 – 끄룽: 85.5%
- 끄빠 – 아드함: 82%
- 끄빠 – 끄뚤: 82%
- 끄빠 – 므드후르: 80%
- 끄빠 – 블로: 82%
- 끄빠 – 에빤: 85%
- 끄빠 – 드라오: 81%
- 끄빠 – 비흐: 73%

## 음운
라데어의 로마자 표기문자는 이탤릭체로 나타나있다.

### 모음
|        | 전설 | 전설   | 중설 | 중설   | 후설 | 후설   |
| 단음   | 장음 | 단음   | 장음 | 단음   | 장음 |        |
| ------ | ---- | ------ | ---- | ------ | ---- | ------ |
| 고모음 | ĭ i  | i /iː/ | ư̆ ɨ  | ư /ɨː/ | ŭ u  | u /uː/ |
| 중모음 | ê̆ e  | ê /eː/ | ơ̆ ə  | ơ /əː/ | ô̆ o  | ô /oː/ |
| 저모음 | ĕ ɛ  | e /ɛː/ | ă a  | a /aː/ | ŏ ɔ  | o /ɔː/ |

- 모음 /ɨ ɨː, ə əː/는 더 중설화된 후설모음 [ɯ̈ ɯ̈ː, ɤ̈ ɤ̈ː]로 나타날 수 있다.

### 자음
|        |        | 양순음 | 치경음 | 경구개음 | 연구개음 | 성문음 |
| ------ | ------ | ------ | ------ | -------- | -------- | ------ |
| 비음   | 비음   | m      | n      | ñ ɲ      | ng ŋ     |        |
| 파열음 | 무성음 | p      | t      | č c      | k        | ʔ      |
| 파열음 | 유기음 | ph pʰ  | th tʰ  | čh cʰ    | kh kʰ    |        |
| 파열음 | 유성음 | b      | d      | j ɟ      | g ɡ      |        |
| 파열음 | 내파음 | ƀ ɓ    | đ ɗ    | dj ʄ     |          |        |
| 마찰음 | 마찰음 |        | s      |          |          | h      |
| 접근음 | 접근음 | w      | l      | y j      |          |        |
| R음    | R음    |        | r      |          |          |        |

- /w/는 더욱 양순음화되어 [β̞]로 나타날 수도 있다.
- 성문음 /wʔ, jʔ, jh/은 오직 단어의 끝에서만 나타난다.[7]